# Моисеев, Леонид Юрьевич
Леонид Юрьевич Моисеев (1933—1995) — русский советский писатель, прозаик, драматург и театральный режиссёр. Член Союза писателей СССР (с 1977 года). Главный режиссёр Орловского государственного академического театра имени И. С. Тургенева (1978—1988). Руководитель Орловской областная писательская организация (1989—1995). Заслуженный деятель искусств РСФСР (1981).

## Биография
Родился 31 октября 1933 года в селе Белоусовка, Кировского района Восточно-Казахстанской области, Казахской ССР в семье строительного инженера, репрессированного в 37-м году в период большого террора.
В 1951 году закончил с золотой медалью Усть-Каменогорскую среднюю школу. С 1951 по 1956 год обучался Высшем театральном училище имени М. С. Щепкина на курсе К. А. Зубова. С 1956 по 1957 год работал артистом в Таганрогском драматическом театре имени А. П. Чехова и в Алма-Атинский театр юного зрителя. С 1957 по 1960 год обучался на Высших режиссёрских курсах по классу М. О. Кнебель и Б. И. Равенских. С 1960 по 1962 год стажировался в Московском академическом театре имени Владимира Маяковского и в  Большом драматическом театре имени Г. А. Товстоногова.  С 1962 по 1968 год работал в должности режиссёра Алма-Атинского телевидения и главного режиссера Норильского телевидения. С 1968 по 1978 год — режиссёр Курского государственного драматического театра имени А. С. Пушкина, Белгородского драматического театра имени М. С. Щепкина и Пермского академического театра драмы. С 1978 по 1988 год — главный режиссёр Орловского государственного академического театра имени И. С. Тургенева
С 1989 по 1995 год — руководитель Орловской областной писательской организации. Один из основателей литературного издания и издательства «Вешние воды».
Член Союза писателей СССР с 1977 года. В 1971 году из под пера Моисеева вышла первая пьеса «Иней на стогах» опубликованная в журнале «Театральная жизнь», эта пьеса в последующем была поставлена в двадцати трёх театрах Советского Союза. В последующем вышли пьесы поставленные в различных театрах страны это: «Ранние трамваи» (1971), «Утро для тебя» (1972), «Колокол громкого боя» (1973) и «Её личная жизнь» (1974). В 1976 году из под пера писателя вышла пьеса «Багряный бор», которая была сыграна более чем в двадцати различных театрах СССР и Болгарии. С 1978 года на сцене Орловского государственного академического театра имени И. С. Тургенева были поставлены такие пьесы как: «Грабёж», «Русский секрет» и «Расточитель» (Николая Лескова),  «Дни Турбиных» и «Кабала святош» (Михаила Булгакова),  «Школа злословия» (Ричарда Шеридана), «Стакан воды» (Эжена Скриба). В общей сложности на сценах различных театров Моисеевым было поставлено около двухсот спектаклей. Автор прозаических произведений  «Юмористические рассказы» и «Осколки: мозаика русского юмора» (1993). 
В 1978 году за пьесу «Правда сердца» Л. Ю. Моисеев был удостоен Премии Союза писателей СССР. 25 июня 1981 года Указом Указ Президиума Верховного Совета РСФСР Л. Ю. Моисееву было присвоено почётное звание Заслуженный деятель искусств РСФСР.
Скончался 19 февраля 1995 года в Орле.

### Постановки
- «Стакан воды» Эжен Скриб (ОГАТ)
- «Дни Турбиных» Михаил Булгаков (ОГАТ)
- «Грабёж» Николай Лескова (ОГАТ)
- «Русский секрет» Николай Лескова (ОГАТ)
- «Расточитель» Николай Лескова (ОГАТ)
- «Кабала святош» Михаил Булгаков (ОГАТ)
- «Школа злословия» Ричард Шеридан (ОГАТ)

## Награды

### Звания
- Заслуженный деятель искусств РСФСР (25.06.1981)[4]

### Премии
- Премия Союза писателей СССР  (1978 — за пьесу «Правда сердца»)[1]